# Rognaix
Rognaix település Franciaországban, Savoie megyében. Lakosainak száma 487 fő (2022. január 1.). Rognaix Cevins, Montsapey, Saint-Paul-sur-Isère és La Léchère községekkel határos.

## Népesség
A település népessége az elmúlt években az alábbi módon változott:
| Lakosok száma | 444  | 467  | 481  | 478  | 484  | 487  | 492  | 495  | 487  |
|               | 2013 | 2015 | 2016 | 2017 | 2018 | 2019 | 2020 | 2021 | 2022 |